# Kyushu Railway Company
Kyushu Railway Company (九州旅客鉄道株式会社, Kyūshū Ryokaku Tetsudō Kabushiki-gaisha), également appelée JR Kyushu (JR九州, Jeiāru Kyūshū), est une des sociétés japonaises de transport ferroviaire constituant le groupe Japan Railways (JR). Elle exploite des lignes ferroviaires sur l'île de Kyūshū dans le sud de l'archipel du Japon, ainsi qu'un réseau de bus. JR Kyushu assure également le service de ferry à travers le détroit de Tsushima jusqu'à Pusan en Corée du Sud.
Le siège social de la société se trouve à Fukuoka.

## Histoire
La société a été créée le 1er avril 1987 à la suite du démantèlement et de la privatisation partielle de la Japanese National Railways.
Au printemps 2009, JR Kyushu a introduit un système de tickets à carte à puce, SUGOCA.
Le 25 octobre 2016, la société fait son entrée en bourse. Le gouvernement vend l'intégralité de sa participation de 160 millions d'actions, au prix indicatif de 2 600 yens par action, soit un total de 416 milliards de yens (3,6 milliards d'euros),.

## Lignes

### Ligne à grande vitesse (Shinkansen)

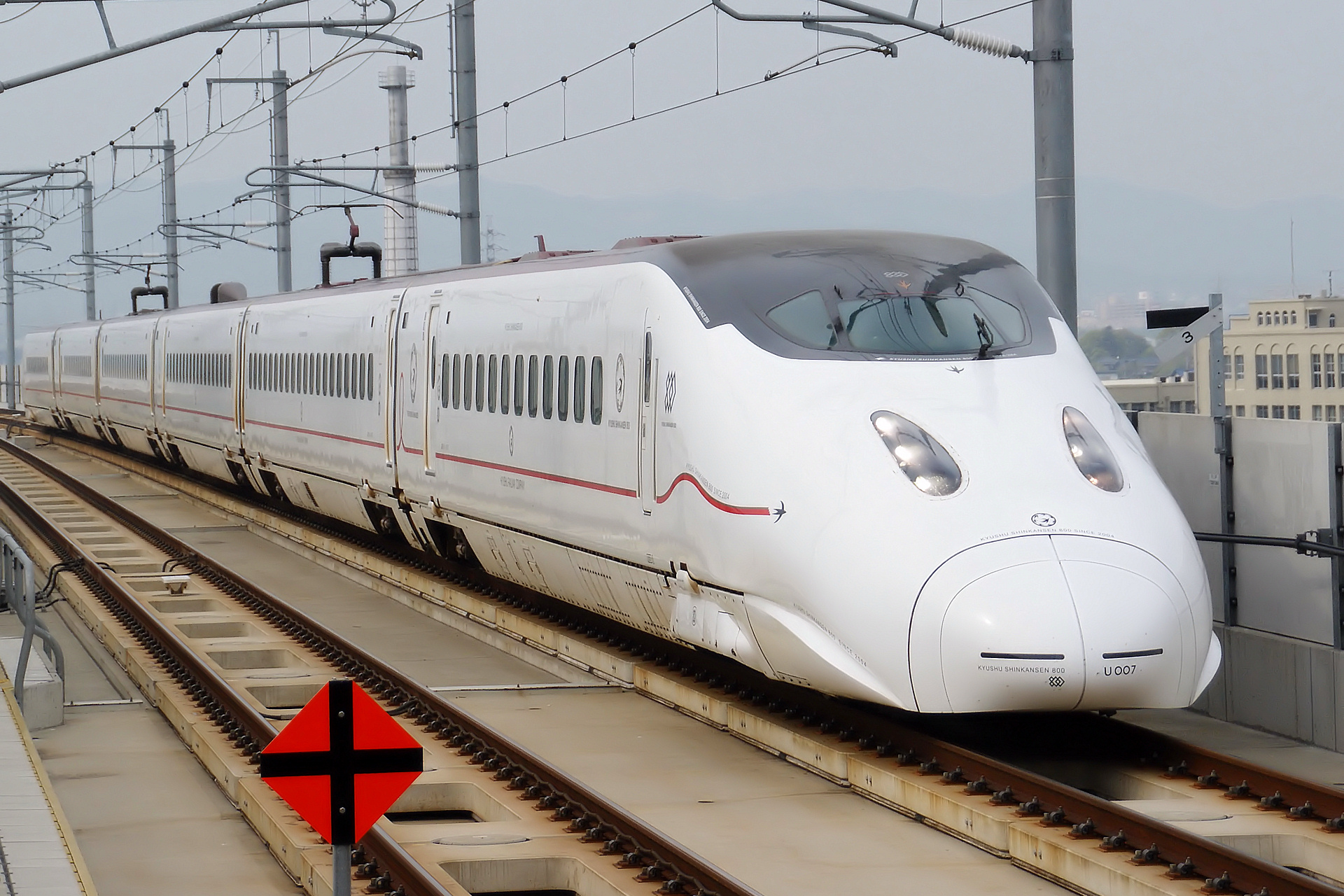
Shinkansen série 800

La JR Kyushu exploite l'ensemble de la ligne Shinkansen Kyūshū (九州新幹線) entre Hakata et Kagoshima-Chūō et de la ligne Shinkansen Nishi Kyūshū (西九州新幹線) entre Takeo-Onsen et Nagasaki.

### Lignes classiques
| Symboles | Ligne                           | Nom japonais | Terminus                                | Longueur (km) | Gares |
| -------- | ------------------------------- | ------------ | --------------------------------------- | ------------- | ----- |
| JA       | Ligne principale Sanyō          | 山陽本線     | Shimonoseki - Moji                      | 6,3           | 2     |
| JA JB    | Ligne principale Kagoshima      | 鹿児島本線   | Mojikō - Yatsushiro, Sendai - Kagoshima | 285,3         | 90    |
| JC       | Ligne Fukuhoku Yutaka           | 福北ゆたか線 | Kurosaki - Hakata                       | 66,6          | 29    |
| JC       | Ligne Sasaguri                  | 篠栗線       | Keisen - Yoshizuka                      | 25,1          | 11    |
| JD       | Ligne Kashii                    | 香椎線       | Saitozaki - Umi                         | 25,4          | 16    |
| JE JC JG | Ligne principale Chikuhō        | 筑豊本線     | Wakamatsu - Haruda                      | 66,1          | 25    |
| JF       | Ligne principale Nippō          | 日豊本線     | Kokura - Kagoshima                      | 467,2         | 111   |
| JH       | Ligne principale Nagasaki       | 長崎本線     | Tosu - Nagasaki                         | 148,8         | 41    |
| JI       | Ligne Hitahikosan               | 日田彦山線   | Jōno - Yoake                            | 68,7          | 23    |
| JJ       | Ligne Gotōji                    | 後藤寺線     | Shin-Iizuka - Tagawa-Gotōji             | 13,3          | 6     |
| JK       | Ligne Chikuhi                   | 筑肥線       | Meinohama - Karatsu, Yamamoto - Imari   | 68,3          | 29    |
|          | Ligne de l'Aéroport de Miyazaki | 宮崎空港線   | Tayoshi - Aéroport de Miyazaki          | 1,4           | 2     |
|          | Ligne Hisatsu                   | 肥薩線       | Yatsushiro - Hayato                     | 124,2         | 28    |
|          | Ligne principale Hōhi           | 豊肥本線     | Kumamoto - Ōita                         | 148,0         | 37    |
|          | Ligne Ibusuki Makurazaki        | 指宿枕崎線   | Kagoshima-Chūō - Makurazaki             | 87,8          | 36    |
|          | Ligne Karatsu                   | 唐津線       | Kubota - Nishi-Karatsu                  | 42,5          | 13    |
|          | Ligne Kitto                     | 吉都線       | Yoshimatsu - Miyakonojō                 | 61,6          | 17    |
|          | Ligne principale Kyūdai         | 久大本線     | Kurume - Ōita                           | 141,5         | 37    |
|          | Ligne Misumi                    | 三角線       | Uto - Misumi                            | 25,6          | 9     |
|          | Ligne Nichinan                  | 日南線       | Minami-Miyazaki - Shibushi              | 88,9          | 28    |
|          | Ligne Ōmura                     | 大村線       | Haiki - Isahaya                         | 47,6          | 15    |
|          | Ligne Sasebo                    | 佐世保線     | Kōhoku - Sasebo                         | 48,8          | 14    |

## Liste des trains express

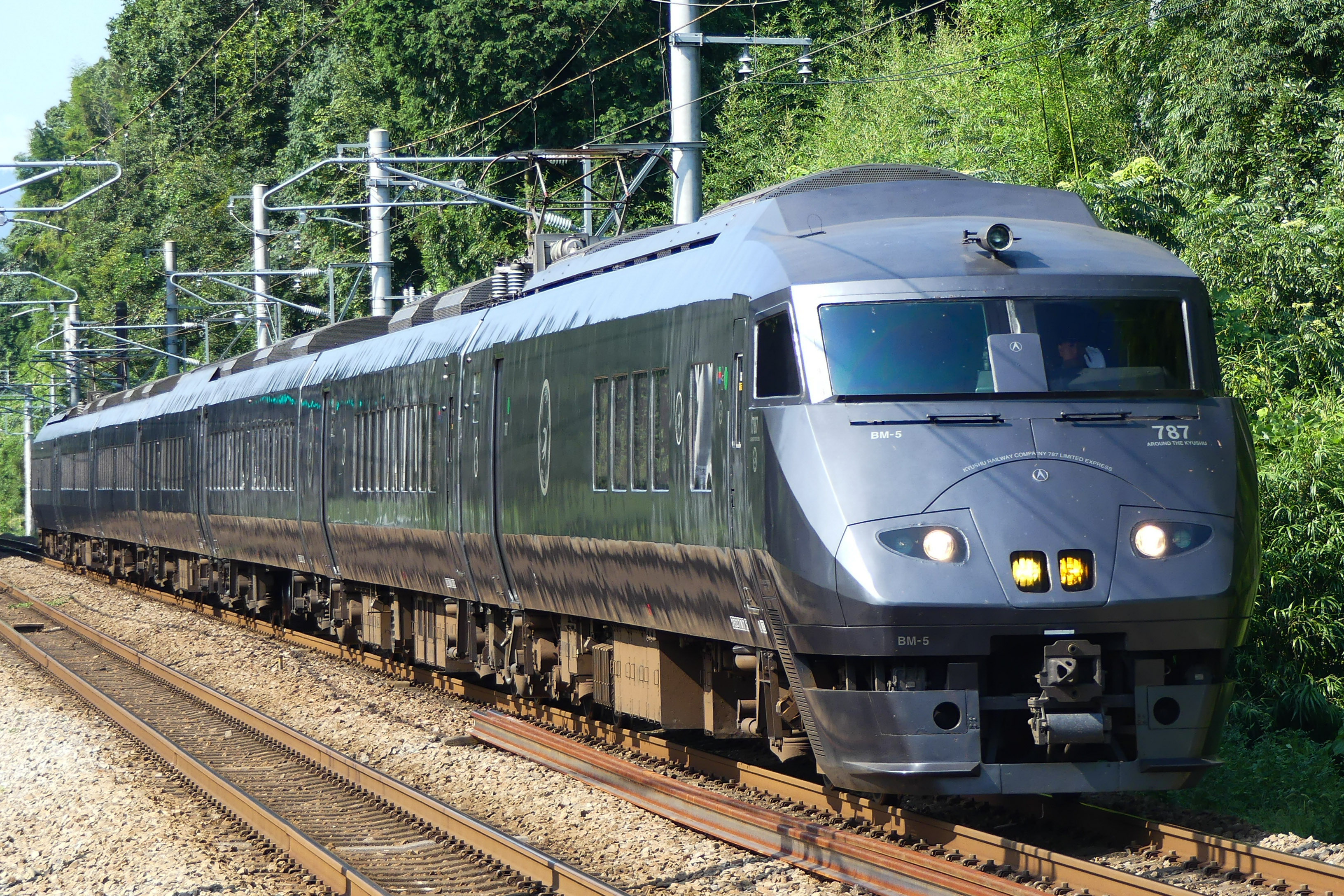
JR Kyushu série 787

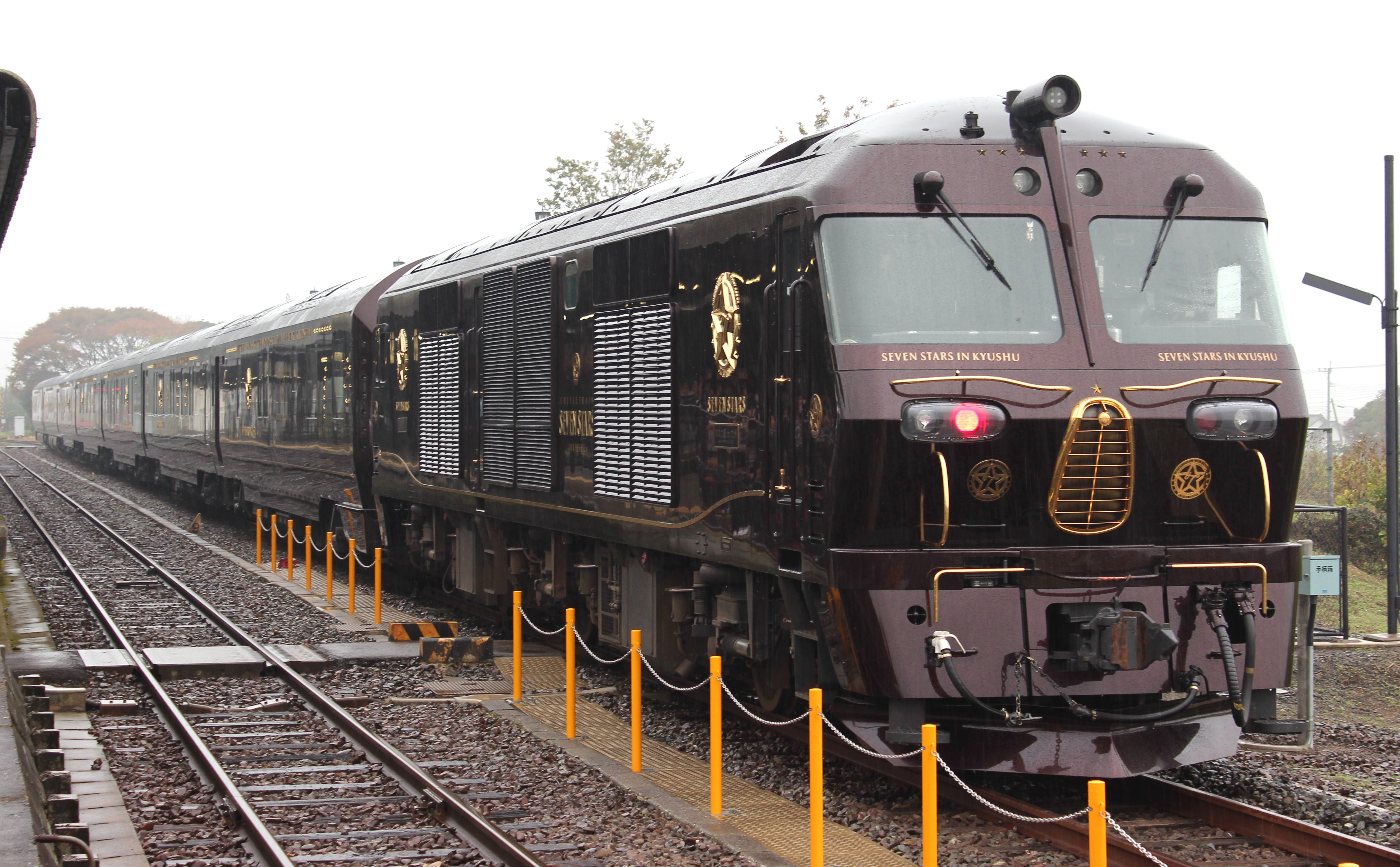
Nanatsuboshi in Kyūshū

| Type            | Nom                         | Japonais                      | Trajet                                        | Matériel roulant                    |
| --------------- | --------------------------- | ----------------------------- | --------------------------------------------- | ----------------------------------- |
| Shinkansen      | Kamome                      | かもめ                        | Takeo-Onsen - Nagasaki                        | Série N700S                         |
| Shinkansen      | Mizuho                      | みずほ                        | Shin-Osaka - Hakata - Kagoshima-Chūō          | Série N700                          |
| Shinkansen      | Sakura                      | さくら                        | Shin-Osaka - Hakata - Kagoshima-Chūō          | Séries N700 et 800                  |
| Shinkansen      | Tsubame                     | つばめ                        | Hakata - Kagoshima-Chūō                       | Séries N700 et 800                  |
| Limited Express | Aso                         | あそ                          | Kumamoto - Miyaji                             | Série KiHa 185                      |
| Limited Express | Huis Ten Bosch              | ハウステンボス                | Hakata - Huis Ten Bosch                       | Série 783                           |
| Limited Express | Hyūga                       | ひゅうが                      | Nobeoka - Aéroport de Miyazaki                | Série 787                           |
| Limited Express | Kaiō                        | かいおう                      | Nōgata - Hakata                               | Série 787                           |
| Limited Express | Kasasagi                    | かささぎ                      | Hakata - Saga - Hizen-Kashima                 | Séries 783, 787 et Série 885        |
| Limited Express | Kirameki                    | きらめき                      | Mojikō - Hakata                               | Séries 783 et 787                   |
| Limited Express | Kirishima                   | きりしま                      | Miyazaki - Kokubu - Kagoshima-Chūō            | Série 787                           |
| Limited Express | Midori                      | みどり                        | Hakata - Sasebo                               | Séries 783 et 885                   |
| Limited Express | Nichirin / Nichirin Seagaia | にちりん / にちりんシーガイア | Hakata - Kokura - Ōita - Aéroport de Miyazaki | Série 787                           |
| Limited Express | Relay Kamome                | リレーかもめ                  | Hakata - Takeo-Onsen                          | Séries 783, 787 et 885              |
| Limited Express | Sonic                       | ソニック                      | Hakata - Ōita - Saiki                         | Séries 883 et 885                   |
| Limited Express | Yufu / Yufuin no Mori       | ゆふ / ゆふいんの森           | Hakata - Yufuin - Beppu                       | Séries KiHa 71, KiHa 72 et KiHa 185 |
| Train de luxe   | Nanatsuboshi in Kyūshū      | ななつ星ｉｎ九州              | Hakata - Hakata                               | Locomotive DF200 + série 77         |

## Divers
- Kyushu Railway History Museum, le musée ferroviaire de la compagnie